# Philosophical Magazine Letters
Philosophical Magazine Letters is een internationaal, aan collegiale toetsing onderworpen wetenschappelijk tijdschrift op het gebied van de fysica van de gecondenseerde materie.
De naam wordt in literatuurverwijzingen meestal afgekort tot Phil. Mag. Lett.
Het wordt uitgegeven door Taylor and Francis en verschijnt maandelijks.
Het eerste nummer verscheen in 1987.
Philosophical Magazine Letters is een zustertijdschrift van Philosophical Magazine dat gespecialiseerd is in korte, snel gepubliceerde artikelen (letters).